# Jacques Bredael
 (mai 2018).
Si vous disposez d'ouvrages ou d'articles de référence ou si vous connaissez des sites web de qualité traitant du thème abordé ici, merci de compléter l'article en donnant les références utiles à sa vérifiabilité et en les liant à la section « Notes et références ».
Pour les articles homonymes, voir Bredael.
Jacques Bredael est un journaliste belge né le 28 mai 1938 à Etterbeek.

## Biographie
Il présente le journal télévisé de la RTBF de 1985 à 1997. Animateur entre 1980 et 1985, en alternance avec le journaliste André François, de l'émission-débat « L'Écran Témoin ». Il était proche du parti socialiste francophone de Belgique bien qu'il fût souvent considéré comme modéré.
En 1998, il participe au single Le Bal des gueux d'Alec Mansion au profit de l’Opération Thermos, qui distribue des repas pour les sans-abris, dans les gares. Cette chanson est interprétée par trente-huit artistes et personnalités dont Toots Thielemans, Stéphane Steeman, Marylène, Armelle, Jacques Bredael, Lou, Alec Mansion, Muriel Dacq, les frères Taloche, Morgane, Nathalie Pâque, Frédéric Etherlinck, Richard Ruben, Christian Vidal, Marc Herman, Jeff Bodart, Jean-Luc Fonck, Benny B et Daddy K.
Le 8 octobre 2006, il se présente aux élections communales à la dernière place de la liste ARC (Action et renouveau communal) à Chaumont-Gistoux, comme candidat indépendant. Obtenant 677 voix, il est élu conseiller communal.
Le 20 février 2008, il rend publique son appartenance à la franc-maçonnerie dans le cadre d'un reportage de Sylvie Duquesnoy pour Questions à la Une (RTBF). Il en relativise l'influence sur sa carrière : « Je suis entré simple soldat à la RTBF, j'en suis sorti caporal, après une trentaine d'années de service. »